# Чемпіонат Європи з легкої атлетики в приміщенні 2021
Чемпіонат Європи з легкої атлетики в приміщенні 2021 відбувся 4-7 березня в Торуні на «Арені Торунь».
Рішення про надання Торуні права проводити чемпіонат було анонсовано 27 квітня 2018.
За регламентом змагань, до участі у чемпіонаті допускалися легкоатлети, які виконали затверджені кваліфікаційні нормативи.
На участь у чемпіонаті-2021 була подана рекордна за всю історію континентальних першостей у приміщенні кількість заявок  — 733 (405 чоловіків та 328 жінок) із 47 країн.
Розклад дисциплін передбачав розіграш 26 комплектів нагород упродовж трьох основних змагальних днів (5-7 березня), кожен з яких складався із ранкової та вечірньої програм. 4 березня (у так званий «нульовий» день) відбулася церемонія відкриття та попередні раунди у деяких дисциплінах.

## Призери

### Чоловіки
| Дисципліни            | Золото                                                                | Золото     | Срібло                                                    | Срібло   | Бронза                                                       | Бронза   |
| --------------------- | --------------------------------------------------------------------- | ---------- | --------------------------------------------------------- | -------- | ------------------------------------------------------------ | -------- |
| 60 метрів             | Марселл Джейкобс Італія                                               | 6,47 WL    | Кевін Кранц Німеччина                                     | 6,60     | Ян Волко Словаччина                                          | 6,61     |
| 400 метрів            | Оскар Усільйос Іспанія                                                | 46,22 SB   | Тоні ван Діпен Нідерланди                                 | 46,25    | Лімарвін Боневасія Нідерланди                                | 46,30    |
| 800 метрів            | Патрик Добек Польща                                                   | 1.46,81 PB | Матеуш Борковський Польща                                 | 1.46,90  | Джеймі Вебб Велика Британія                                  | 1.46,95  |
| 1500 метрів           | Якоб Інгебрігтсен Норвегія                                            | 3.37,56    | Марцин Левандовський Польща                               | 3.38,06  | Хесус Гомес Іспанія                                          | 3.38,47  |
| 3000 метрів           | Якоб Інгебрігтсен Норвегія                                            | 7.48,20 PB | Айзек Кімелі Бельгія                                      | 7.49,41  | Адель Мечаль Іспанія                                         | 7.49,47  |
| 60 метрів з бар'єрами | Вієм Белосян Франція                                                  | 7,42 EL    | Ендрю Поцці Велика Британія                               | 7,43 PB  | Паоло даль Молін Італія                                      | 7,56     |
| 4×400 метрів          | НідерландиЙохем Доббер Лімарвін Боневасія Ремзі Ангела Тоні ван Діпен | 3.06,06 NL | ЧехіяВіт Мюллер Павел Маслак Міхал Десенський Патрік Шорм | 3.06,54  | Велика БританіяДжо Брієр Оуен Сміт Джеймс Вільямс Лі Томпсон | 3.06,70  |
| Стрибки у висоту      | Максим Нєдосєков Білорусь                                             | 2,37 WL    | Джанмарко Тамбері Італія                                  | 2,35 SB  | Тома Кармуа Бельгія                                          | 2,26     |
| Стрибки з жердиною    | Арман Дюплантіс Швеція                                                | 6,05 CR    | Валентин Лавіллені Франція                                | 5,80 PB  | Пйотр Лісек Польща                                           | 5,80 SB  |
| Стрибки у довжину     | Мільтіадіс Тентоглу Греція                                            | 8,35 WL    | Тобіас Монтлер Швеція                                     | 8,31 NIR | Крістіан Пуллі Фінляндія                                     | 8,24 NIR |
| Потрійний стрибок     | Педро Пічардо Португалія                                              | 17,30      | Алексіс Копельйо Азербайджан                              | 17,04 SB | Макс Гесс Німеччина                                          | 17,01 SB |
| Штовхання ядра        | Томаш Станек Чехія                                                    | 21,62 SB   | Міхал Гаратик Польща                                      | 21,47    | Філіп Міхалевич Хорватія                                     | 21,31    |
| Семиборство           | Кевін Маєр Франція                                                    | 6392 WL    | Хорхе Уренья Іспанія                                      | 6158     | Павел Вєсьолек Польща                                        | 6133 PB  |

### Жінки
| Дисципліни            | Золото                                                          | Золото     | Срібло                                                          | Срібло     | Бронза                                                                              | Бронза     |
| --------------------- | --------------------------------------------------------------- | ---------- | --------------------------------------------------------------- | ---------- | ----------------------------------------------------------------------------------- | ---------- |
| 60 метрів             | Айла дель Понте Швейцарія                                       | 7,03 WL    | Лотта Кемппінен Фінляндія                                       | 7,22       | Джаміль Самюель Нідерланди                                                          | 7,22 SB    |
| 400 метрів            | Фемке Бол Нідерланди                                            | 50,63 EL   | Юстина Швенти-Ерсетиц Польща                                    | 51,41      | Джоді Вільямс Велика Британія                                                       | 51,73 PB   |
| 800 метрів            | Кілі Годжкінсон Велика Британія                                 | 2.03,88    | Йоанна Южвік Польща                                             | 2.04,00    | Ангеліка Ціхоцька Польща                                                            | 2.04,15    |
| 1500 метрів           | Еліс Вандерельст Бельгія                                        | 4.18,44    | Голлі Арчер Велика Британія                                     | 4.19,91    | Ганна Кляйн Німеччина                                                               | 4.20,07    |
| 3000 метрів           | Емі-Елоїз Марковц Велика Британія                               | 8.46,43 PB | Аліс Фіно Франція                                               | 8.46,54 PB | Веріті Окенден Велика Британія                                                      | 8.46,60 PB |
| 60 метрів з бар'єрами | Надін Віссер Нідерланди                                         | 7,77 WL    | Синтія Сембер Велика Британія                                   | 7,89       | Тіффані Портер Велика Британія                                                      | 7,92       |
| 4×400 метрів          | НідерландиЛіке Клавер Маріт Допхайде Лісанне де Вітте Фемке Бол | 3.27,15 CR | Велика БританіяЗої Кларк Джоді Вільямс Амарачі Піпі Джессі Найт | 3.28,20    | ПольщаНаталія Качмарек Малгожата Голуб-Ковалик Ковалія Лесевич Александра Гаворська | 3.29,94    |
| Стрибки у висоту      | Ярослава Магучіх Україна                                        | 2,00       | Ірина Геращенко Україна                                         | 1,98 PB    | Елла Юнніла Фінляндія                                                               | 1,96 NIR   |
| Стрибки з жердиною    | Ангеліка Мозер Швейцарія                                        | 4,75 PB    | Тіна Шутей Словенія                                             | 4,70 SB    | Голлі Бредшоу Велика БританіяІрина Жук Білорусь                                     | 4,65       |
| Стрибки у довжину     | Марина Бех-Романчук Україна                                     | 6,92 WL    | Малайка Мігамбо Німеччина                                       | 6,88 SB    | Хадді Санья Швеція                                                                  | 6,75       |
| Потрійний стрибок     | Патрісія Мамона Португалія                                      | 14,53 NIR  | Ана Пелетейро Іспанія                                           | 14,52 SB   | Ніле Екгардт Німеччина                                                              | 14,52 PB   |
| Штовхання ядра        | Оріоль Донгмо Португалія                                        | 19,34      | Фанні Рос Швеція                                                | 19,29 NIR  | Крістіна Шваніц Німеччина                                                           | 19,04      |
| П'ятиборство          | Нафіссату Тіам Бельгія                                          | 4904 WL    | Нор Відтс Бельгія                                               | 4791 PB    | Ксенія Крісан Угорщина                                                              | 4644 PB    |

## Медальний залік
| Місце               | Країна              | Золото | Срібло | Бронза | Загалом |
| ------------------- | ------------------- | ------ | ------ | ------ | ------- |
| 1                   | Нідерланди          | 4      | 1      | 2      | 7       |
| 2                   | Португалія          | 3      | 0      | 0      | 3       |
| 3                   | Велика Британія     | 2      | 4      | 6      | 12      |
| 4                   | Бельгія             | 2      | 2      | 1      | 5       |
| 5                   | Франція             | 2      | 2      | 0      | 4       |
| 6                   | Україна             | 2      | 1      | 0      | 3       |
| 7                   | Норвегія            | 2      | 0      | 0      | 2       |
| 7                   | Швейцарія           | 2      | 0      | 0      | 2       |
| 9                   | Польща              | 1      | 5      | 4      | 10      |
| 10                  | Іспанія             | 1      | 2      | 2      | 5       |
| 11                  | Швеція              | 1      | 2      | 1      | 4       |
| 12                  | Італія              | 1      | 1      | 1      | 3       |
| 13                  | Чехія               | 1      | 1      | 0      | 2       |
| 14                  | Білорусь            | 1      | 0      | 1      | 2       |
| 15                  | Греція              | 1      | 0      | 0      | 1       |
| 16                  | Німеччина           | 0      | 2      | 4      | 6       |
| 17                  | Фінляндія           | 0      | 1      | 2      | 3       |
| 18                  | Азербайджан         | 0      | 1      | 0      | 1       |
| 18                  | Словенія            | 0      | 1      | 0      | 1       |
| 20                  | Словаччина          | 0      | 0      | 1      | 1       |
| 20                  | Угорщина            | 0      | 0      | 1      | 1       |
| 20                  | Хорватія            | 0      | 0      | 1      | 1       |
| Загалом (22 збірні) | Загалом (22 збірні) | 26     | 26     | 27     | 79      |

## Відео
- 10 найкращих результатів у Торуні на YouTube
- Відеозвіт стосовно всіх чемпіонів у Торуні на YouTube

## Виступ українців
23 жовтня 2020 виконавчим комітетом ФЛАУ був затверджений кількісний склад збірної України на змагання (39 атлетів (16 чоловіків і 23 жінки) та 15 офіційних осіб).
Наприкінці лютого був оприлюднений затверджений виконавчим комітетом ФЛАУ остаточний склад збірної, до якої увійшли 14 чоловіків та 18 жінок.
Три нагороди, дві з яких золоті, забезпечили збірній України шосте місце у медальному заліку Торуня. Краще національна збірна України виступала лише у 1998-ому та 2013-ому, коли на зимових першостях у Валенсії (5 місце) та в Гетеборзі (4 місце), наші легкоатлети тричі піднімалися на найвищу сходинку п'єдесталу. У загальнокомандному заліку, який сумує очки, здобуті за перші-восьмі місця у фіналах, Україна фінішувала десятою, що також стало одним із найкращих показників за всю історію. За чотири дні торунських баталій українські легкоатлети встановили один національний рекорд, 10 особистих рекордів та два особисті найкращі результати поточного сезону.

### Узагальнений звіт
| Чоловіки (14) | Чоловіки (14)       | Чоловіки (14) | Чоловіки (14)     |
| Місце         | Атлет               | Дисципліна    | Результат         |
| ------------- | ------------------- | ------------- | ----------------- |
|               | Владислав Мазур     | довжина       | 8,14              |
|               | Дмитро Нікітін      | висота        | 2,23              |
| пф            | Олександр Соколов   | 60 м          | 6,67 (6,66)[a]    |
| пф            | Станіслав Коваленко | 60 м          | 6,69 (6,67)       |
| пф            | Ерік Костриця       | 60 м          | 6,72 (6,71)       |
| пф            | Олег Миронець       | 800 м         | 1.51,19 (1.49,76) |
| пф            | Богдан Чорномаз     | 60 м з/б      | 7,86              |
| заб           | Микита Барабанов    | 400 м         | 47,51             |
| заб           | Данило Даниленко    | 400 м         | 47,65             |
| заб           | Олександр Погорілко | 400 м         | 47,95             |
| заб           | Євген Гуцол         | 800 м         | 1.49,72           |
| заб           | Артем Алфімов       | 1500 м        | 3.46,05           |
| заб           | Віктор Солянов      | 60 м з/б      | 7,99              |
| кв            | Олег Дорощук        | висота        | 2,16              |

| Жінки (17) | Жінки (17)                                                       | Жінки (17) | Жінки (17)    |
| Місце      | Атлетка                                                          | Дисципліна | Результат     |
| ---------- | ---------------------------------------------------------------- | ---------- | ------------- |
| 1          | Ярослава Магучіх                                                 | висота     | 2,00          |
| 1          | Марина Бех-Романчук                                              | довжина    | 6,92          |
| 2          | Ірина Геращенко                                                  | висота     | 1,98          |
|            | Юлія Левченко                                                    | висота     | 1,96          |
|            | Вікторія Ткачук Анастасія Бризгіна Катерина Климюк Анна Рижикова | 4×400 м    | 3.30,38 NIR   |
|            | Яна Гладійчук                                                    | жердина    | 4,45          |
|            | Наталія Стребкова                                                | 3000 м     | 8.54,18       |
|            | Марина Килипко                                                   | жердина    | 4,35          |
| пф         | Вікторія Ратнікова                                               | 60 м       | 7,31          |
| пф         | Анна Рижикова                                                    | 400 м      | 52,11         |
| пф         | Катерина Климюк                                                  | 400 м      | 53,10 (52,70) |
| заб        | Анастасія Бризгіна                                               | 400 м      | 53,50         |
| заб        | Світлана Жульжик                                                 | 800 м      | 2.05,68       |
| заб        | Орися Дем'янюк                                                   | 1500 м     | 4.17,52       |
| заб        | Анна Плотіцина                                                   | 60 м з/б   | 8,22          |
| заб        | Ганна Чубковцова                                                 | 60 м з/б   | 8,30          |
| заб        | Анастасія Мохнюк                                                 | 60 м з/б   | 8,34          |

a  Тут і надалі у дужках вказаний більш високий результат, що був показаний на попередній стадії змагань (у кваліфікації чи забігу).

### Детальний звіт

#### Чоловіки
| Дисципліна                                   | Атлет                                  | SB перед чемпіонатом                                 | Результат на чемпіонаті                        | Посилання     |
| -------------------------------------------- | -------------------------------------- | ---------------------------------------------------- | ---------------------------------------------- | ------------- |
| Біг на 60 метрів                             | Олександр Соколов Миколаївська область | 6,64                                                 | забіг: 6,66 Q півфінал: 6,67 фінал: не пройшов | [ 8 ] [ 9 ]   |
| Станіслав Коваленко Дніпропетровська область | 6,68                                   | забіг: 6,67 PB Q півфінал: 6,69 фінал: не пройшов    | [ 8 ] [ 9 ]                                    |               |
| Ерік Костриця Волинська область              | 6,72                                   | забіг: 6,71 SB Q півфінал: 6,72 фінал: не пройшов    | [ 8 ] [ 9 ]                                    |               |
| Біг на 400 метрів                            | Микита Барабанов Запорізька область    | 47,43                                                | забіг: 47,51 фінал: не пройшов                 | [ 10 ]        |
| Данило Даниленко Волинська область           | 47,44                                  | забіг: 47,65 півфінал: не пройшов                    | [ 10 ]                                         |               |
| Олександр Погорілко Сумська область          | 47,48                                  | забіг: 47,95 півфінал: не пройшов                    | [ 10 ]                                         |               |
| Біг на 800 метрів                            | Євген Гуцол Волинська область          | 1.47,66                                              | забіг: 1.49,72 півфінал: не пройшов            | [ 11 ]        |
| Олег Миронець Чернівецька область            | 1.48,19                                | забіг: 1.49,76 Q півфінал: 1.51,19 фінал: не пройшов | [ 11 ] [ 12 ]                                  |               |
| Біг на 1500 метрів                           | Артем Алфімов Донецька область         | 3.44,03                                              | забіг: 3.46,05 фінал: не пройшов               | [ 13 ]        |
| Біг на 60 метрів з бар'єрами                 | Віктор Солянов Київ                    | 7,83                                                 | забіг: 7,99 півфінал: не пройшов               | [ 14 ]        |
| Богдан Чорномаз Київ                         | 7,88                                   | забіг: 7,86 PB q півфінал: 7,86 фінал: не пройшов    | [ 14 ] [ 15 ]                                  |               |
| Стрибки у висоту                             | Олег Дорощук Кіровоградська область    | 2,28                                                 | кваліфікація: 2,16 фінал: не пройшов           | [ 16 ]        |
| Дмитро Нікітін Житомирська область           | 2,28                                   | кваліфікація: 2,21 q фінал: 2,23 (5 місце)           | [ 17 ] [ 18 ]                                  |               |
| Стрибки у довжину                            | Владислав Мазур Житомирська область    | 8,07                                                 | кваліфікація: 7,85 q фінал: 8,14 PB (4 місце)  | [ 19 ] [ 20 ] |

#### Жінки
| Дисципліна                            | Атлетка | SB перед чемпіонатом                                | Результат на чемпіонаті                                      | Посилання            |
| ------------------------------------- | --- | --------------------------------------------------- | ------------------------------------------------------------ | -------------------- |
| Біг на 60 метрів                      | Вікторія Ратнікова Запорізька область | 7,29                                                | забіг: 7,31 Q півфінал: 7,31 фінал: не пройшла               | [ 21 ]               |
| Біг на 400 метрів                     | Анна Рижикова Дніпропетровська область | 52,38                                               | забіг: 52,76 Q півфінал: 52,11 PB фінал: не пройшла          | [ 22 ] [ 23 ]        |
| Анастасія Бризгіна Запорізька область | 52,87 | забіг: 53,50 півфінал: не пройшла                   | [ 24 ]                                                       |                      |
| Катерина Климюк Запорізька область    | 53,19 | забіг: 52,70 PB q півфінал: 53,10 фінал: не пройшла | [ 25 ] [ 26 ]                                                |                      |
| Біг на 800 метрів                     | Світлана Жульжик Рівненська область | 2.05,35                                             | забіг: 2.05,68 півфінал: не пройшла                          | [ 27 ]               |
| Біг на 1500 метрів                    | Орися Дем'янюк Львівська область | 4.17,19                                             | забіг: 4.17,52 фінал: не пройшла                             | [ 28 ]               |
| Біг на 3000 метрів                    | Наталія Стребкова Тернопільська область | 9.08,09                                             | забіг: 8.59,15 q фінал: 8.54,18 PB (9 місце)                 | [ 29 ] [ 30 ]        |
| Біг на 60 метрів з бар'єрами          | Анна Плотіцина Київська область | 8,16                                                | забіг: 8,22 півфінал: не пройшла                             | [ 31 ]               |
| Анастасія Мохнюк Київська область     | 8,23 | забіг: 8,34 півфінал: не пройшла                    | [ 31 ]                                                       |                      |
| Ганна Чубковцова Київ                 | 8,24 | забіг: 8,30 півфінал: не пройшла                    | [ 31 ]                                                       |                      |
| Естафетний біг 4×400 метрів           | Анна Рижикова Дніпропетровська областьАнастасія Бризгіна Запорізька областьКатерина Климюк Запорізька областьВікторія Ткачук Донецька областьАліна Логвиненко Донецька область | 3.38,16 Логвиненко Ткачук Бризгіна Рижикова         | фінал: 3.30,38 NIR (5 місце) Ткачук Бризгіна Климюк Рижикова | [ 32 ]               |
| Стрибки у висоту                      | Ярослава Магучіх Дніпропетровська область | 2,06                                                | кваліфікація: 1,91 q · фінал: 2,00 ( місце)                  | [ 33 ] [ 34 ] [ 35 ] |
| Юлія Левченко Київ                    | 1,96 | кваліфікація: 1,91 q фінал: 1,94 (4 місце)          | [ 33 ]                                                       |                      |
| Ірина Геращенко Київ                  | 1,94 | кваліфікація: 1,91 q · фінал: 1,98 PB ( місце)      | [ 33 ] [ 36 ]                                                |                      |
| Стрибки з жердиною                    | Яна Гладійчук Київ | 4,61                                                | фінал: 4,45 (7 місце)                                        | [ 37 ] [ 38 ]        |
| Марина Килипко Харківська область     | 4,50 | фінал: 4,35 (9 місце)                               | [ 37 ]                                                       |                      |
| Стрибки у довжину                     | Марина Бех-Романчук Хмельницька область | 6,70                                                | кваліфікація: 6,66 q · фінал: 6,92 ( місце)                  | [ 39 ] [ 40 ]        |